# The Pathway of Years
The Pathway of Years è un cortometraggio muto del 1913. Il nome del regista non viene riportato nei credit del film che, prodotto dalla Essanay Film Manufacturing Company e distribuito dalla General Film Company, aveva come interpreti Francis X. Bushman, Ruth Hennessy, Ruth Stonehouse, Whitney Raymond.

## Trama
L’anziano John Mason, seduto nella sua biblioteca davanti al caminetto, prende da un vecchio scrigno un piccolo gioiello che gli riporta alla memoria vecchi ricordi: il giorno che donò il medaglione alla ragazza che amava chiedendole di sposarlo; quando lei, dopo avere accettato la sua proposta, gli fece sapere che aveva cambiato idea e che sposava un altro; la volta che incontrò per strada la figlia di lei, una ragazzina vestita di stracci che vendeva fiori ai passanti; la promessa che lui fece allora al suo vecchio amore, quella di prendersi cura di sua figlia. Ora la ragazza, ormai ventenne, è fidanzata con Richard, un giovane dagli alti ideali, e la sua felicità rende felice anche l’anziano gentiluomo  che è riuscito in questo modo ad avere influito positivamente anche sul destino della donna che aveva tanto amato.

## Produzione
Il film fu prodotto dalla Essanay Film Manufacturing Company.

## Distribuzione
Distribuito dalla General Film Company, il film - un cortometraggio a una bobina - uscì nelle sale cinematografiche degli Stati Uniti il 21 marzo 1913.